# Aegialia
Aegialia är ett släkte av skalbaggar som beskrevs av Pierre André Latreille 1807. Enligt Catalogue of Life ingår Aegialia i familjen Aegialiidae, men enligt Dyntaxa är tillhörigheten istället familjen bladhorningar.

## Bildgalleri

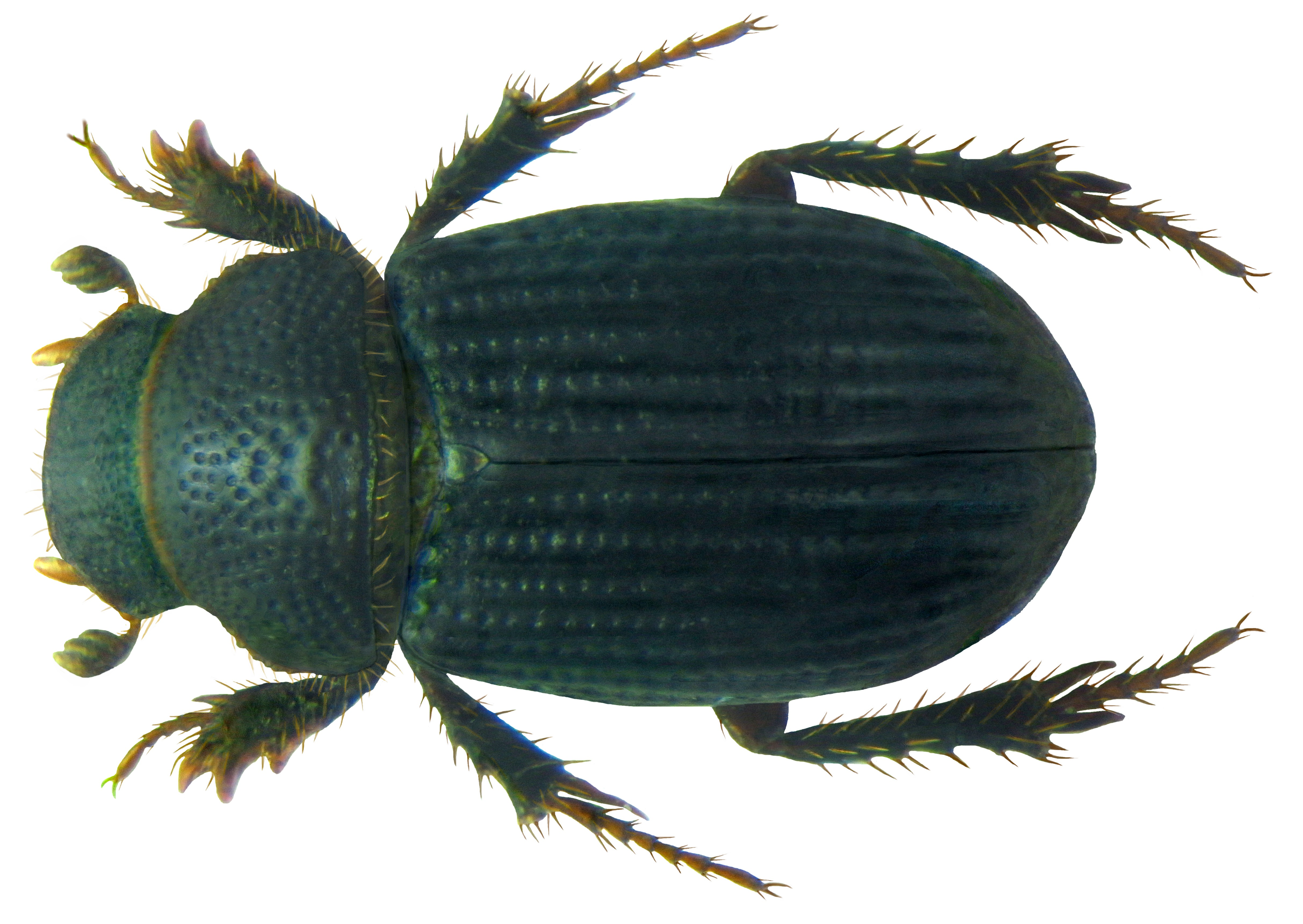

## Dottertaxa tillAegialia, i alfabetisk ordning[1][2]
- Aegialia abdita
- Aegialia amplipunctata
- Aegialia arenaria
- Aegialia blanchardi
- Aegialia carri
- Aegialia cartwrighti
- Aegialia clypeata
- Aegialia comis
- Aegialia concinna
- Aegialia conferta
- Aegialia convexa
- Aegialia crassa
- Aegialia crescenta
- Aegialia criddlei
- Aegialia cylindricus
- Aegialia exaratus
- Aegialia friebi
- Aegialia hardyi
- Aegialia hybrida
- Aegialia insularis
- Aegialia kamtschaticus
- Aegialia kelsoi
- Aegialia knighti
- Aegialia koreana
- Aegialia lacustris
- Aegialia latipunctus
- Aegialia latispina
- Aegialia magnifica
- Aegialia mcclevei
- Aegialia mimicus
- Aegialia nanus
- Aegialia nitida
- Aegialia opacus
- Aegialia opifex
- Aegialia punctata
- Aegialia rufa
- Aegialia sabuleti
- Aegialia sibiricus
- Aegialia spinosa
- Aegialia terminalis
- Aegialia tsukamotoi